# Liste der Naturschutzgebiete im Landkreis Barnim
Im Brandenburger Landkreis Barnim gibt es 31 Naturschutzgebiete (Stand Februar 2017).
| Name des Gebietes                     | Bild           | Kennung | WDPA      | Landkreis / Stadt                             | Beschreibung / Bemerkungen | Standort | Fläche in Hektar | Datum der Verordnung   |
| ------------------------------------- | -------------- | ------- | --------- | --------------------------------------------- | -------------------------- | -------- | ---------------- | ---------------------- |
| Ausstichgelände Röntgental            | weitere Bilder | 1108    | 162301    | Landkreis Barnim                              |                            | Position | 24,84            | 16.05.1990             |
| Biesenthaler Becken                   | weitere Bilder | 1089    | 162411    | Landkreis Barnim                              |                            | Position | 957,81           | 11.11.1999             |
| Breitefenn                            | weitere Bilder | 1072    | 9339      | Landkreis Barnim                              |                            | Position | 28,99            | 01.10.1990             |
| Buckowseerinne                        |                | 1450    | 329312    | Landkreis Barnim                              |                            | Position | 507,15           | 16.06.2004             |
| Faule Wiesen bei Bernau               | weitere Bilder | 1553    | 318384    | Landkreis Barnim                              |                            | Position | 37,93            | 01.06.2000             |
| Fettseemoor                           |                | 1074    | 163049    | Landkreis Barnim                              |                            | Position | 14,68            | 01.10.1990             |
| Finowtal-Pregnitzfließ                | weitere Bilder | 1601    | 378079    | Landkreis Barnim                              |                            | Position | 1804,56          | 30.12.2006             |
| Großer Lubowsee                       | weitere Bilder | 1067    | 163356    | Landkreis Barnim                              |                            | Position | 46,69            | 01.10.1990             |
| Grumsiner Forst/Redernswalde          | weitere Bilder | 1056    | 163396    | Landkreis Barnim, Landkreis Uckermark         |                            | Position | 6157,89          | 01.10.1990             |
| Kanonen- und Schloßberg, Schäfergrund |                | 1079    | 164017    | Landkreis Barnim, Landkreis Märkisch-Oderland |                            | Position | 90,49            | 01.10.1990             |
| Kienhorst / Köllnseen / Eichheide     | weitere Bilder | 1064    | 64690     | Landkreis Barnim                              |                            | Position | 5005,07          | 01.10.1990             |
| Ladeburger Schäferpfühle              | weitere Bilder | 1554    | 318703    | Landkreis Barnim                              |                            | Position | 26,66            | 17.02.2001             |
| Lubowsee                              | weitere Bilder | 1092    | 164661    | Landkreis Barnim, Landkreis Oberhavel         |                            | Position | 68,44            | 25.06.2004             |
| NP Unteres Odertal                    | weitere Bilder | 1564    | 164757    | Landkreis Barnim, Landkreis Uckermark         |                            | Position | 10444,72         | 29.06.1995, 17.11.2006 |
| Naturentwicklungsgebiet Redernswalde  |                | 1056    | 555558896 | Landkreis Barnim                              |                            | Position | 5850,03          | 04.01.2008             |
| Niederoderbruch                       |                | 1076    | 164811    | Landkreis Barnim, Landkreis Märkisch-Oderland |                            | Position | 863,17           | 01.10.1990             |
| Nonnenfließ–Schwärzetal               | weitere Bilder | 1164    | 318859    | Landkreis Barnim, Landkreis Märkisch-Oderland |                            | Position | 488,58           | 13.12.1996             |
| Oberseemoor                           | weitere Bilder | 1575    | 318801    | Landkreis Barnim                              |                            | Position | 55,32            | 25.03.2004             |
| Pimpinellenberg                       |                | 1075    | 165004    | Landkreis Barnim                              |                            | Position | 5,91             | 01.10.1990             |
| Plagefenn                             | weitere Bilder | 1073    | 14410     | Landkreis Barnim                              |                            | Position | 1053,71          | 01.10.1990             |
| Poratzer Moränenlandschaft            |                | 1047    | 64694     | Landkreis Barnim, Landkreis Uckermark         |                            | Position | 3908,78          | 01.10.1990             |
| Rabenluch                             | weitere Bilder | 1084    | 165074    | Landkreis Barnim                              |                            | Position | 8,59             | 19.10.1967             |
| Rarangseen                            |                | 1065    | 165101    | Landkreis Barnim                              |                            | Position | 65,07            | 01.10.1990             |
| Schnelle Havel                        | weitere Bilder | 1071    | 555558897 | Landkreis Barnim, Landkreis Oberhavel         |                            | Position | 2462,93          | 01.01.2015             |
| Schönerlinder Teiche                  | weitere Bilder | 1105    | 165461    | Landkreis Barnim, Landkreis Oberhavel         |                            | Position | 40,76            | 26.06.1997             |
| Schönower Heide                       | weitere Bilder | 1544    | 319086    | Landkreis Barnim                              |                            | Position | 533,38           | 01.12.2000             |
| Tegeler Fließtal                      | weitere Bilder | 1560    | 319200    | Landkreis Barnim, Landkreis Oberhavel         |                            | Position | 457,87           | 06.12.2002             |
| Torfstich Klosterfelde                |                | 1555    | 319220    | Landkreis Barnim                              |                            | Position | 30,92            | 27.02.2002             |
| Wacholderjagen                        |                | 1070    | 166116    | Landkreis Barnim                              |                            | Position | 26,96            | 01.10.1990             |
| Weesower Luch                         |                | 1158    | 319295    | Landkreis Barnim                              |                            | Position | 57,55            | 13.02.1998             |
| Wischsee                              | weitere Bilder | 1081    | 166338    | Landkreis Barnim                              |                            | Position | 6,88             | 19.10.1967             |